# اولدزموبیل اینتریگ
اولدزموبیل اینتریگ (Oldsmobile Intrigue) خودرویی است که در سال‌های ۱۹۹۸ تا ۲۰۰۲در ایالات متحده آمریکا تولید شده‌است.
این خودرو در کلاس خودرو سایز متوسط قرار گرفته و طراحی آن خودروهای موتور جلو-محور جلو بوده است. سیستم جعبه‌دندهٔ آن ۴ دنده به صورت خودکار است.